# Blues for Greeny
 (mai 2017).
Si vous disposez d'ouvrages ou d'articles de référence ou si vous connaissez des sites web de qualité traitant du thème abordé ici, merci de compléter l'article en donnant les références utiles à sa vérifiabilité et en les liant à la section « Notes et références ».
Albums de Gary Moore
Ballads & Blues 1982–1994
(1994) Dark Days in Paradise
(1997)
Blues for Greeny est un album du guitariste et chanteur nord-irlandais Gary Moore, sorti en 1995 en hommage au guitariste Peter Green.
Il reprend en grande partie des standards de Peter Green sur sa période avec les Bluesbreakers et Fleetwood Mac.

## Présentation
Cet album a la particularité (rare avec Gary Moore) d'avoir été enregistré avec une seule guitare : la fameuse Gibson Les Paul Standard 1959 ayant appartenu à Peter Green. Cet instrument est remarquable par le son tout particulier qu'il produit en position intermédiaire, avec ce grain hors phase inimitable.
Par rapport à ses deux précédents disques de blues (Still Got the Blues en 1990 et After Hours en 1992), Blues For Greeny est enregistré avec un son nettement moins saturé et plus proche des sonorités habituelles du genre. Pour l'enregistrement, Gary Moore n'a quasiment pas utilisé ses amplis Marshall qui ont pourtant construit sa légende.
Plus typé, plus authentique et moins commercial que les deux précédents essais de Moore dans le style, ce disque n'aura pas la même portée en termes de ventes, mais il démontrera la capacité du guitariste à s'approcher de très près des références du genre. De fait, il installera définitivement l'Irlandais comme un grand bluesman, reconnu comme tel par ses pairs.

## Liste des titres
| 1.    | If You Be My Baby     | Peter Greenbaum, Clifford G. Adams | 6:39 |
| 2.    | Long Grey Mare        | Peter Greenbaum                    | 2:07 |
| 3.    | Merry Go Round        | Peter Greenbaum                    | 4:15 |
| 4.    | I Loved Another Woman | Peter Greenbaum                    | 3:08 |
| 5.    | Need Your Love So Bad | William J. Woods                   | 7:55 |
| 6.    | The Same Way          | Peter Greenbaum                    | 2:37 |
| 7.    | The Supernatural      | Peter Greenbaum                    | 3:02 |
| 8.    | Driftin'              | Peter Greenbaum                    | 8:30 |
| 9.    | Showbiz Blues         | Peter Greenbaum                    | 4:08 |
| 10.   | Love That Burns       | Peter Greenbaum, Clifford G. Adams | 6:30 |
| 11.   | Looking for Somebody  | Peter Greenbaum                    | 7:13 |
| 56:04 |                       |                                    |      |

| Titre bonus - Édition Japon (Virgin, 5 juillet 1995) | Titre bonus - Édition Japon (Virgin, 5 juillet 1995) | Titre bonus - Édition Japon (Virgin, 5 juillet 1995) | Titre bonus - Édition Japon (Virgin, 5 juillet 1995) | Titre bonus - Édition Japon (Virgin, 5 juillet 1995) | Titre bonus - Édition Japon (Virgin, 5 juillet 1995) | Titre bonus - Édition Japon (Virgin, 5 juillet 1995) | Titre bonus - Édition Japon (Virgin, 5 juillet 1995) | Titre bonus - Édition Japon (Virgin, 5 juillet 1995) | Titre bonus - Édition Japon (Virgin, 5 juillet 1995) |
| No                                                   | Titre                                                | Auteur                                               | Durée                                                |                                                      |                                                      |                                                      |                                                      |                                                      |                                                      |
| ---------------------------------------------------- | ---------------------------------------------------- | ---------------------------------------------------- | ---------------------------------------------------- | ---------------------------------------------------- | ---------------------------------------------------- | ---------------------------------------------------- | ---------------------------------------------------- | ---------------------------------------------------- | ---------------------------------------------------- |
| 12.                                                  | The World Keeps on Turnin' (Acoustic version)        | Peter Greenbaum                                      | 3:13                                                 |                                                      |                                                      |                                                      |                                                      |                                                      |                                                      |
| 59:17                                                |                                                      |                                                      |                                                      |                                                      |                                                      |                                                      |                                                      |                                                      |                                                      |

| Titres bonus - Réédition digitalement remasterisée Europe (Virgin, mai 2003) | Titres bonus - Réédition digitalement remasterisée Europe (Virgin, mai 2003) | Titres bonus - Réédition digitalement remasterisée Europe (Virgin, mai 2003) | Titres bonus - Réédition digitalement remasterisée Europe (Virgin, mai 2003) | Titres bonus - Réédition digitalement remasterisée Europe (Virgin, mai 2003) | Titres bonus - Réédition digitalement remasterisée Europe (Virgin, mai 2003) | Titres bonus - Réédition digitalement remasterisée Europe (Virgin, mai 2003) | Titres bonus - Réédition digitalement remasterisée Europe (Virgin, mai 2003) | Titres bonus - Réédition digitalement remasterisée Europe (Virgin, mai 2003) | Titres bonus - Réédition digitalement remasterisée Europe (Virgin, mai 2003) |
| No                                                                           | Titre                                                                        | Auteur                                                                       | Durée                                                                        |                                                                              |                                                                              |                                                                              |                                                                              |                                                                              |                                                                              |
| ---------------------------------------------------------------------------- | ---------------------------------------------------------------------------- | ---------------------------------------------------------------------------- | ---------------------------------------------------------------------------- | ---------------------------------------------------------------------------- | ---------------------------------------------------------------------------- | ---------------------------------------------------------------------------- | ---------------------------------------------------------------------------- | ---------------------------------------------------------------------------- | ---------------------------------------------------------------------------- |
| 12.                                                                          | The World Keeps on Turnin' (Acoustic version)                                | Peter Greenbaum                                                              | 3:13                                                                         |                                                                              |                                                                              |                                                                              |                                                                              |                                                                              |                                                                              |
| 13.                                                                          | The Same Way (Acoustic version)                                              | Peter Greenbaum                                                              | 2:17                                                                         |                                                                              |                                                                              |                                                                              |                                                                              |                                                                              |                                                                              |
| 14.                                                                          | Stop Messin' Around (Acoustic version)                                       | Peter Greenbaum                                                              | 3:02                                                                         |                                                                              |                                                                              |                                                                              |                                                                              |                                                                              |                                                                              |
| 64:57                                                                        |                                                                              |                                                                              |                                                                              |                                                                              |                                                                              |                                                                              |                                                                              |                                                                              |                                                                              |

Note
Ces titres bonus, de l'édition numérique de 2003, ont fait l'objet d'une diffusion préalable, en 1995, en CD maxi-single intitulé Need Your Love So Bad (Virgin, VSCDG1546).

## Crédits
| - Gary Moore : guitare, chant - Andy Pyle : basse - Graham Walker : batterie - Tommy Eyre : claviers - Nick Payn : saxophone baryton - Nick Pentelow : saxophone ténor | - Production : Gary Moore, Ian Taylor - Ingénierie : Haydn Bendall, Ian Taylor - Ingénierie (assistant) : Niall Flynn, Richard Lowe - Mastering : Chris Blair - Arrangements (vents) : David Howard, Johnny Almond, Roland Vaughan, Steve Gregory - Arrangements (cordes) : Mickey Baker |